# Ahlhorner SV
Der Ahlhorner SV (offiziell: Ahlhorner Sportverein von 1921 e. V.) ist ein Sportverein aus dem Großenknetener Ortsteil Ahlhorn im niedersächsischen Landkreis Oldenburg.

## Geschichte
Der Verein wurde im Jahre 1921 gegründet. Das Sportangebot umfasst Fußball, Faustball, Leichtathletik, Tennis, Turnen, Darts und Fitness.

### Faustball
Die Faustballerinnen des Ahlhorner SV spielen in der Bundesliga und gehören zu den erfolgreichsten Mannschaften Deutschlands. Insgesamt 18 deutsche Meisterschaften gingen nach Ahlhorn, davon acht auf dem Feld und zehn in der Halle. Lediglich der TV Jahn Schneverdingen ist mit 20 Meisterschaften erfolgreicher. Darüber hinaus gewannen die Frauen achtmal den Europapokal, davon fünfmal auf dem Feld und dreimal in der Halle. Die größten Erfolge waren die Siege im Faustball-Weltpokal 2004 und 2006. Die Männermannschaft gewann 1983 und 1984 die deutsche Meisterschaft und erreichte 1996 den dritten Platz im Europapokal. Insgesamt gewann der Ahlhorner SV 93 deutsche Meisterschaften in verschiedenen Altersklassen.

### Fußball
Die Fußballer des Ahlhorner SV stiegen 1989 erstmals in die Bezirksklasse auf. In den Jahren 1990, 1993, 1996 und 1997 wurden die Ahlhorner Vizemeister hinter dem SV Holdorf, Blau-Weiß Langenförden, FC Hude bzw. der zweiten Mannschaft des SV Altas Delmenhorst. 1998 stiegen die Ahlerhorner wieder in die Kreisliga ab und schafften zwei Jahre später den Wiederaufstieg. 2006 wurde die Mannschaft Vizemeister hinter dem SSV Jeddeloh und stieg in die Bezirksliga auf. Im Jahre 2012 stiegen die Ahlhorner in die Kreisliga ab und schafften den direkten Wiederaufstieg. 2018 ging es wieder runter in die Kreisliga.

## Persönlichkeiten
- Tim Albrecht
- Sabine Ansel
- Janna Köhrmann
- Dirk Lellek
- Elisa Senß